# Andreas Stiernhöök
Andreas Stiernhöök, född 1634, död 1686, var en svensk ämbetsman. Han var medlem i två trolldomskommissioner under det stora oväsendet: Hälsingekommissionen och Uppsalakommissionen. 
Andreas Stiernhöök var son till Johan Olofsson Dalkarl, adlad Stiernhöök. Han var assessor i Dorpats hovrätt 1663 och häradshövding i Jama och Ivangorods län i Ingermanland 1668. 
Den 3 juni 1676 bildades Uppsalakommissionen (1676–1677) under ledning av Andreas Stiernhöök, som satt på Uppsala slott som dess ordförande. Han hade därmed ansvaret för häxjakten i Uppland och Västmanland under det stora oväsendet. Denna resulterade i två avrättningar innan den upplöstes senare samma år. 